# Ślepsk Malow Suwałki

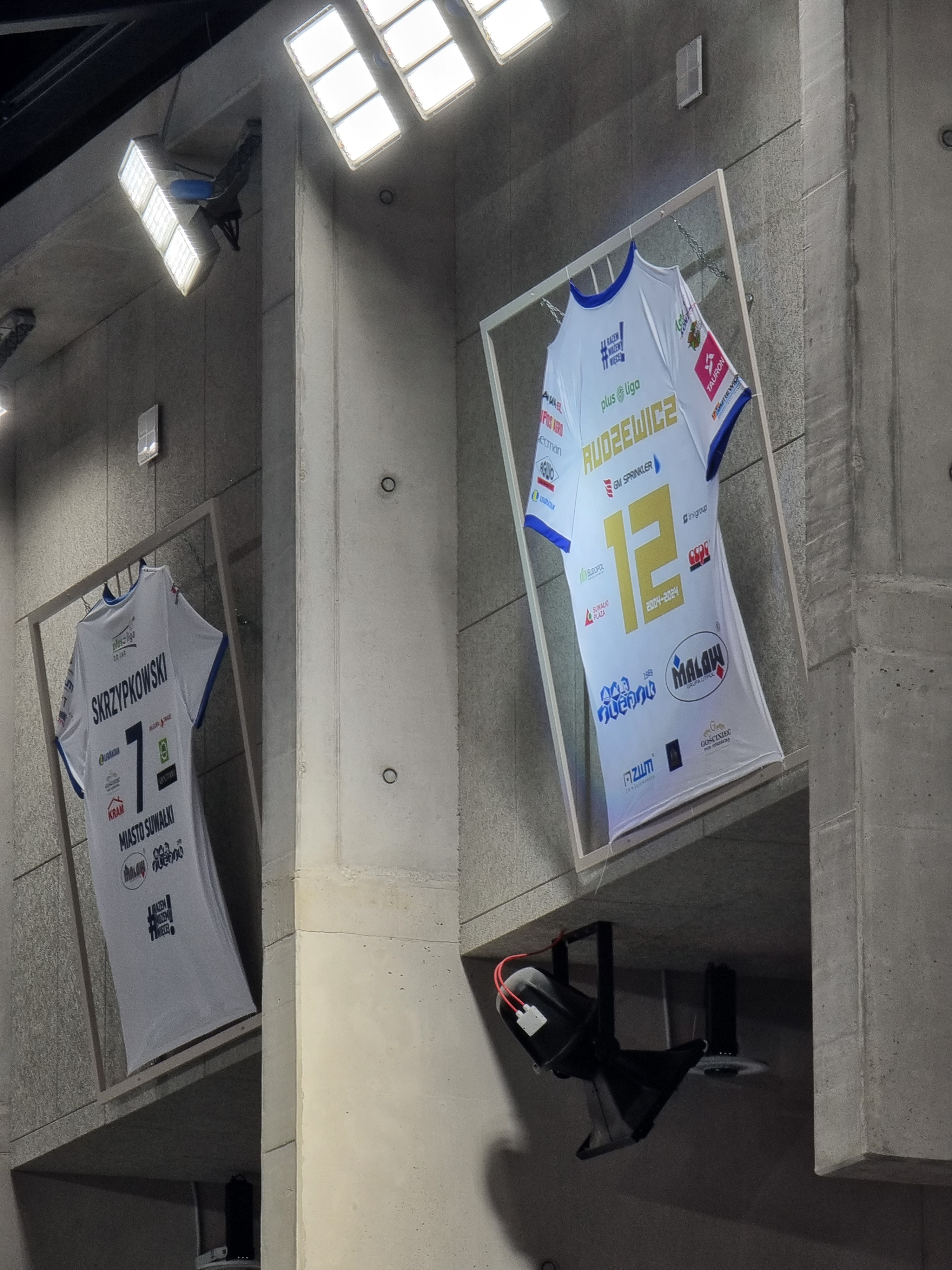
Koszulka Łukasza Rudzewicza w pod sufitem Suwałki Arenie

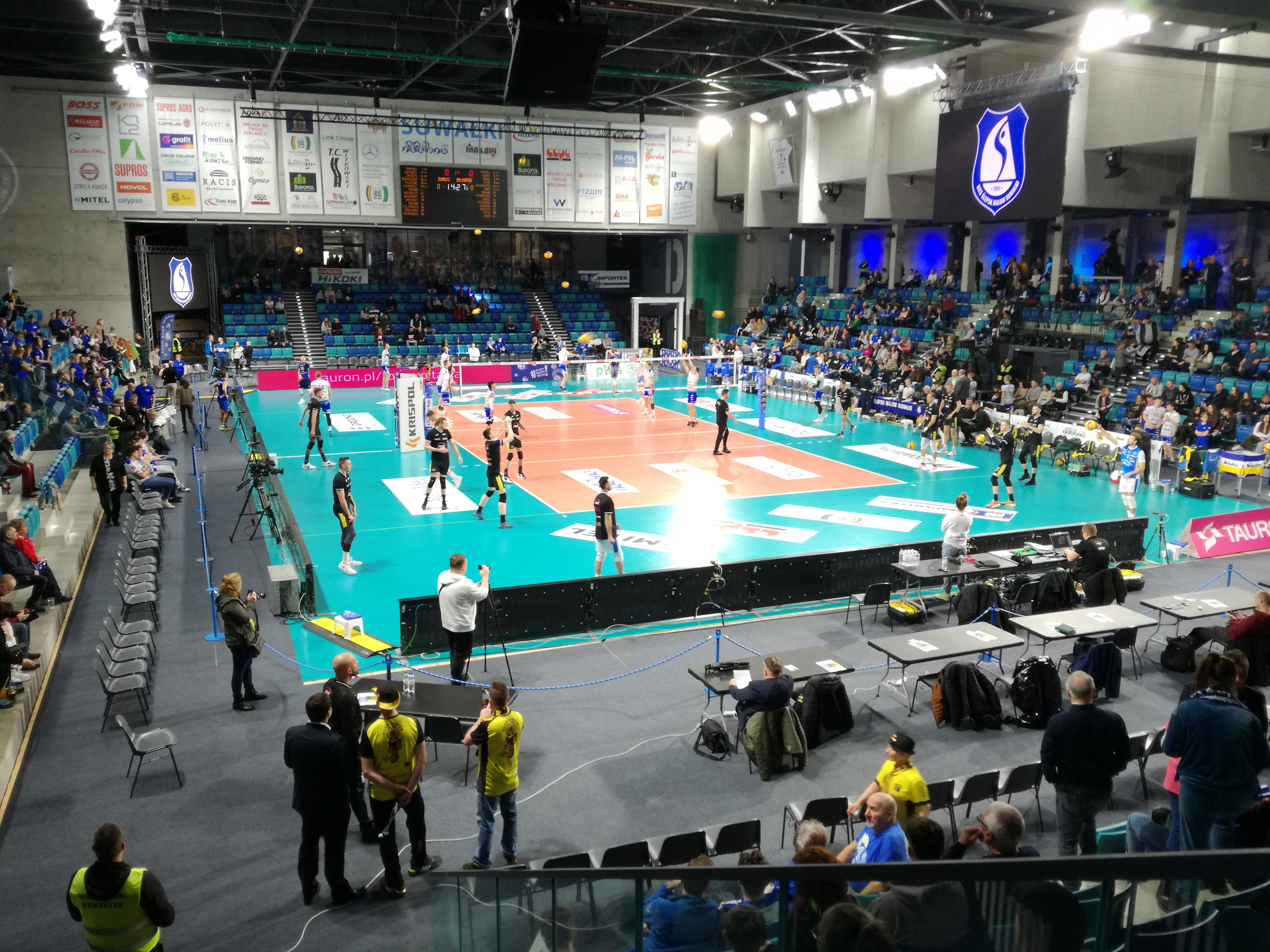
Suwałki, Arena podczas rozgrzewki Ślepska Malow Suwałki – PGE Skry Bełchatów przed meczem 23. kolejki, PlusLiga (2022/2023), 05.02.2023

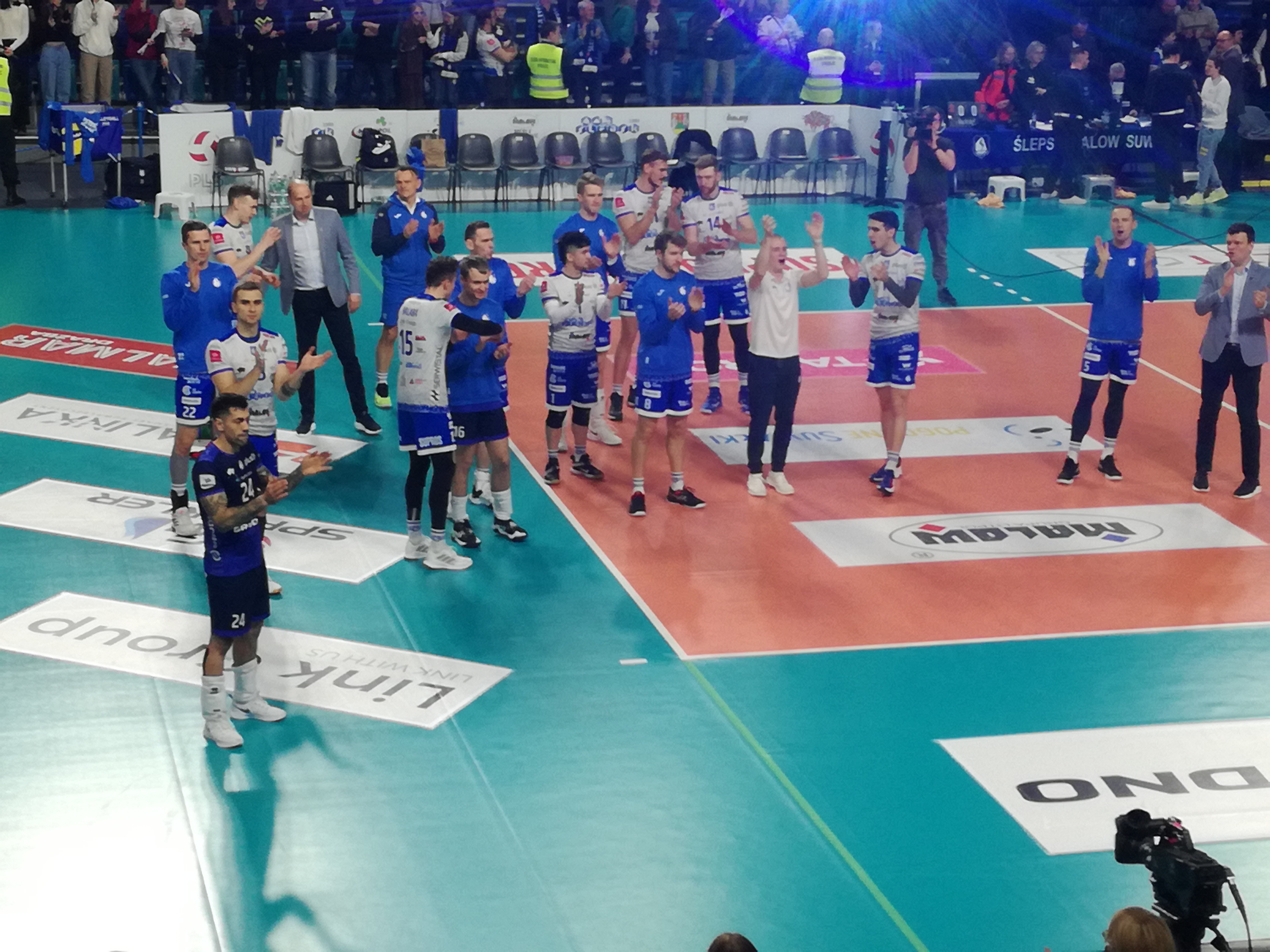
Zawodnicy Ślepska Malow Suwałki po wygranym meczu z PGE Skrą Bełchatów, PlusLiga (2022/2023), 23. kolejka, 05.02.2023

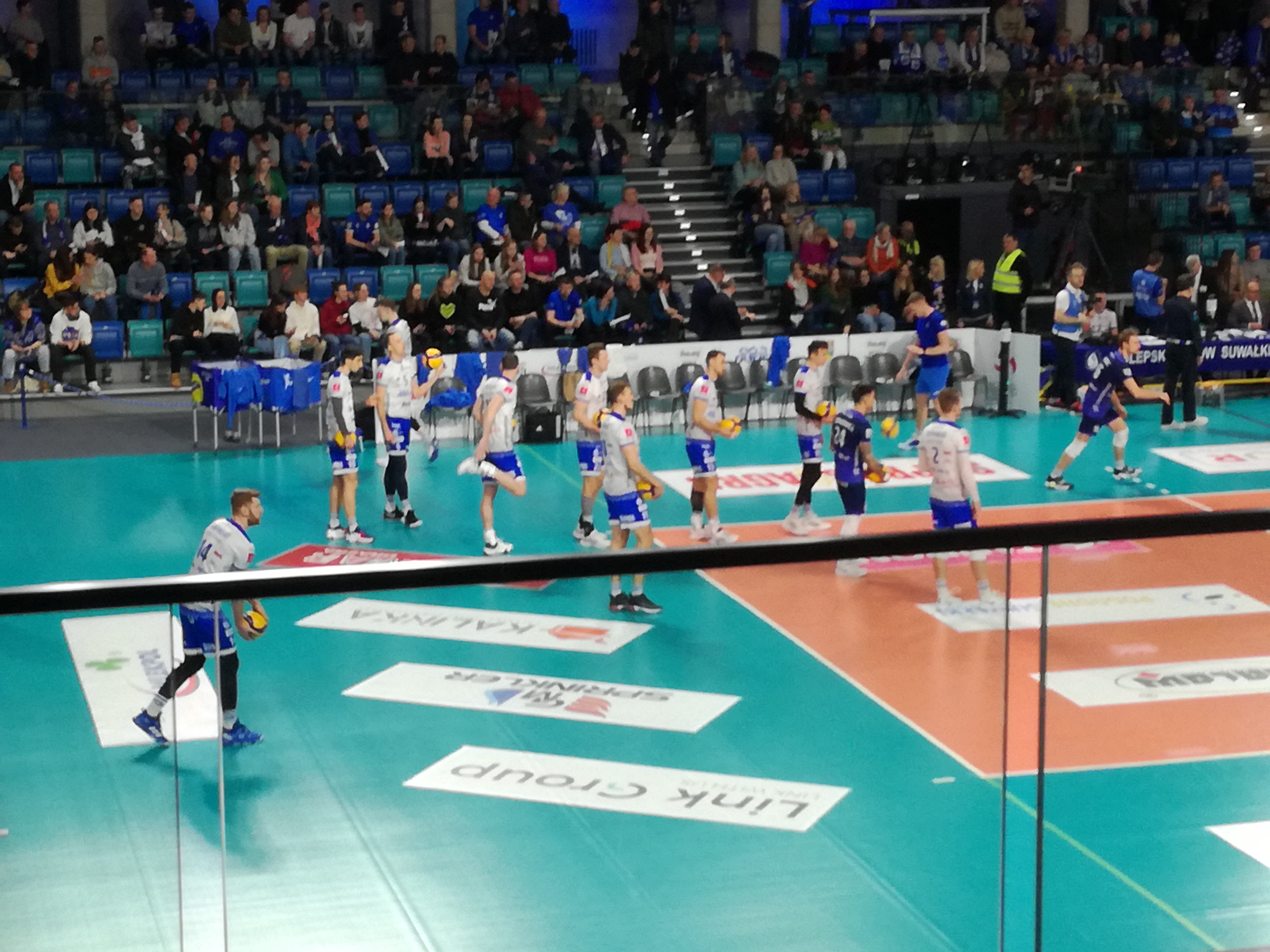
Zawodnicy Ślepska Malow Suwałki podczas rozgrzewki przed meczem z PGE Skrą Bełchatów, PlusLiga (2022/2023), 23. kolejka, 05.02.2023

Klaskacz Ślepska Malow Suwałki

MKS Ślepsk Malow Suwałki – polski klub siatkarski z siedzibą w Suwałkach, występujący w siatkarskiej PlusLidze.

## Historia
Chronologia nazw
- 2004: ZKS Ślepsk Augustów
- 2007: MKS Ślepsk Augustów
- 2009: MKS Ślepsk Suwałki
- 2019: MKS Ślepsk Malow Suwałki

## Bilans sezon po sezonie
| Sezon     | Liga     | Miejsce | Mecze | Mecze (Z-P) | Puchar Polski    | Uwagi                                                     |
| --------- | -------- | ------- | ----- | ----------- | ---------------- | --------------------------------------------------------- |
| 2004/2005 | III liga | 5.      |       |             |                  |                                                           |
| 2005/2006 | III liga | 1.      |       |             | 1. runda         | zwycięstwo w barażu o II ligę                             |
| 2006/2007 | II liga  | 8.      |       |             | 1. runda wstępna |                                                           |
| 2007/2008 | II liga  | 3.      |       |             | 1. runda         |                                                           |
| 2008/2009 | II liga  | 1.      |       |             | 1. runda         | zwycięstwo w Turnieju Mistrzów Grup                       |
| 2009/2010 | I liga   | 9.      | 32    | 15-17       | 3. runda         |                                                           |
| 2010/2011 | I liga   | 4.      | 29    | 18-11       | 5. runda         |                                                           |
| 2011/2012 | I liga   | 9.      | 22    | 10-12       | 2. runda         |                                                           |
| 2012/2013 | I liga   | 7.      | 25    | 11-14       | 5. runda         |                                                           |
| 2013/2014 | I liga   | 5.      | 25    | 17-8        | 3. runda         |                                                           |
| 2014/2015 | I liga   | 3.      | 35    | 23-12       | 7. runda         |                                                           |
| 2015/2016 | I liga   | 4.      | 36    | 24-12       | 6. runda         |                                                           |
| 2016/2017 | I liga   | 2.      | 30    | 24-6        | 5. runda         |                                                           |
| 2017/2018 | I liga   | 6.      | 31    | 21-10       | 4. runda         |                                                           |
| 2018/2019 | I liga   | 1.      | 36    | 27-9        | 4. runda         | awans do PlusLigi                                         |
| 2019/2020 | PlusLiga | 9.      | 24    | 11-13       |                  | sezon zakończony przedwcześnie z powodu pandemii COVID-19 |
| 2020/2021 | PlusLiga | 7.      | 30    | 13-17       |                  |                                                           |
| 2021/2022 | PlusLiga | 12.     | 28    | 7-21        | 1/16 finału      |                                                           |
| 2022/2023 | PlusLiga | 9.      | 32    | 15-17       | ćwierćfinał      |                                                           |
| 2023/2024 | PlusLiga | 11.     | 32    | 12-20       |                  |                                                           |
| 2024/2025 | PlusLiga | 10.     | 30    | 14-16       |                  |                                                           |

Poziom rozgrywek:
     najwyższy ogólnokrajowy
     drugi
     trzeci
     czwarty

## Kadra

### Sezon 2025/2026[1]
- Trener:  Dominik Kwapisiewicz
- II trener:  Mateusz Kuśmierz
- Asystent trenera:  Kamil Skrzypkowski,  Łukasz Jurkojć
- Trener przygotowania motorycznego:  Jakub Gniado
- Fizjoterapeuta:  Aleksandra Słotwińska
- Statystyk:  Mateusz Janik

| Nr | Imię i nazwisko            | Data ur.   | Wzrost | Pozycja      |
| -- | -------------------------- | ---------- | ------ | ------------ |
| 1  | Jan Nowakowski             | 17.05.1994 | 202    | środkowy     |
| 4  | Joaquín Gallego            | 21.11.1996 | 204    | środkowy     |
| 5  | Karol Jankiewicz           | 21.02.1996 | 185    | rozgrywający |
| 8  | Henrique Honorato          | 18.03.1997 | 190    | przyjmujący  |
| 9  | Bartosz Filipiak (kapitan) | 27.02.1994 | 197    | atakujący    |
| 10 | Kamil Droszyński           | 28.01.1997 | 190    | rozgrywający |
| 17 | Joachim Panou              | 27.08.1997 | 197    | przyjmujący  |
| 22 | Jakub Kubacki              | 20.09.2005 | 176    | libero       |
| 47 | Antoni Kwasigroch          | 27.01.2002 | 192    | przyjmujący  |
| 95 | Jakub Macyra               | 22.07.1995 | 202    | środkowy     |
| 99 | Damian Wierzbicki          | 25.10.1992 | 198    | atakujący    |
|    | David Smith                | 15.05.1985 | 201    | środkowy     |
|    | Asparuch Asparuchow        | 28.07.2000 | 201    | przyjmujący  |
|    | Bartosz Mariański          | 26.05.1992 | 187    | libero       |

## Skład zespołu w poprzednich sezonach

### Sezon 2024/2025[2]
- Trener:  Dominik Kwapisiewicz
- Asystent trenera:  Mateusz Kuśmierz,  Kamil Skrzypkowski
- Trener przygotowania motorycznego:  Mateusz Zimoch
- Fizjoterapeuta:  Aleksandra Słotwińska
- Statystyk:  Adam Tołoczko

| Nr | Imię i nazwisko                             | Data ur.   | Wzrost | Pozycja      |
| -- | ------------------------------------------- | ---------- | ------ | ------------ |
| 2  | Konrad Stajer                               | 30.05.1994 | 198    | środkowy     |
| 4  | Joaquín Gallego                             | 21.11.1996 | 204    | środkowy     |
| 5  | Ǵorǵi Ǵorǵiew (od 02.11.2024 do 18.12.2024) | 22.05.1992 | 197    | rozgrywający |
| 8  | Henrique Honorato                           | 18.03.1997 | 190    | przyjmujący  |
| 9  | Bartosz Filipiak (kapitan)                  | 27.02.1994 | 197    | atakujący    |
| 15 | Paweł Halaba                                | 14.12.1995 | 194    | przyjmujący  |
| 17 | Bartosz Firszt                              | 19.03.1999 | 198    | przyjmujący  |
| 21 | Marcin Krawiecki                            | 21.07.1998 | 188    | rozgrywający |
| 22 | Jakub Kubacki                               | 20.09.2005 | 176    | libero       |
| 24 | Mateusz Czunkiewicz                         | 16.12.1996 | 183    | libero       |
| 25 | Quentin Jouffroy                            | 07.05.1993 | 203    | środkowy     |
| 47 | Antoni Kwasigroch                           | 27.01.2002 | 192    | przyjmujący  |
| 71 | Matías Sánchez                              | 20.09.1996 | 173    | rozgrywający |
| 95 | Jakub Macyra                                | 22.07.1995 | 202    | środkowy     |
| 99 | Damian Wierzbicki                           | 25.10.1992 | 198    | atakujący    |

### Sezon 2023/2024[3]
- Trener:  Dominik Kwapisiewicz
- Asystent trenera:  Mateusz Kuśmierz,  Kamil Skrzypkowski
- Trener przygotowania fizycznego:  Andrzej Sawicki
- Fizjoterapeuta:  Damian Słabiński
- Statystyk:  Adam Tołoczko

| Nr | Imię i nazwisko            | Data ur.   | Wzrost | Pozycja      |
| -- | -------------------------- | ---------- | ------ | ------------ |
| 1  | Matías Sánchez             | 20.09.1996 | 173    | rozgrywający |
| 2  | Konrad Stajer              | 30.05.1994 | 198    | środkowy     |
| 4  | Joaquín Gallego            | 21.11.1996 | 204    | środkowy     |
| 5  | Arkadiusz Żakieta          | 13.10.1992 | 197    | atakujący    |
| 9  | Bartosz Filipiak (kapitan) | 27.02.1994 | 197    | atakujący    |
| 12 | Łukasz Rudzewicz           | 25.01.1985 | 198    | środkowy     |
| 14 | Žiga Štern                 | 02.01.1994 | 193    | przyjmujący  |
| 15 | Paweł Halaba               | 14.12.1995 | 194    | przyjmujący  |
| 16 | Paweł Filipowicz           | 07.05.1992 | 189    | libero       |
| 17 | Bartosz Firszt             | 19.03.1999 | 198    | przyjmujący  |
| 24 | Mateusz Czunkiewicz        | 16.12.1996 | 183    | libero       |
| 25 | Ernest Kaciczak            | 25.01.2000 | 205    | przyjmujący  |
| 91 | Maksim Buculjević          | 20.09.1991 | 191    | rozgrywający |
| 95 | Jakub Macyra               | 22.07.1995 | 202    | środkowy     |

### Sezon 2022/2023[4]
- Trener:  Dominik Kwapisiewicz
- Asystent trenera:  Mateusz Kuśmierz,  Kamil Skrzypkowski
- Trener przygotowania fizycznego:  Andrzej Sawicki
- Fizjoterapeuta:  Damian Słabiński
- Statystyk:  Adam Tołoczko

| Nr | Imię i nazwisko      | Data ur.   | Wzrost | Pozycja      |
| -- | -------------------- | ---------- | ------ | ------------ |
| 1  | Matías Sánchez       | 20.09.1996 | 173    | rozgrywający |
| 2  | Dominik Depowski     | 27.10.1995 | 200    | przyjmujący  |
| 5  | Arkadiusz Żakieta    | 13.10.1992 | 197    | atakujący    |
| 8  | Mariusz Magnuszewski | 14.09.1997 | 194    | rozgrywający |
| 9  | Bartosz Filipiak     | 27.02.1994 | 197    | atakujący    |
| 10 | Miran Kujundžić      | 19.06.1997 | 196    | przyjmujący  |
| 11 | Andreas Takvam       | 04.06.1993 | 201    | środkowy     |
| 12 | Łukasz Rudzewicz     | 25.01.1985 | 198    | środkowy     |
| 13 | Adrian Buchowski     | 30.09.1991 | 194    | przyjmujący  |
| 14 | Cezary Sapiński      | 28.09.1994 | 203    | środkowy     |
| 15 | Paweł Halaba         | 14.12.1995 | 194    | przyjmujący  |
| 16 | Paweł Filipowicz     | 07.05.1992 | 189    | libero       |
| 22 | Przemysław Smoliński | 27.11.1992 | 201    | środkowy     |
| 24 | Mateusz Czunkiewicz  | 16.12.1996 | 183    | libero       |

### Sezon 2021/2022[5]
- Trener: Andrzej Kowal (do 17.01.2022) / Dominik Kwapisiewicz (od 17.01.2022)
- Asystent trenera:  Mateusz Kuśmierz,  Kamil Skrzypkowski
- Trener przygotowania fizycznego:  Andrzej Sawicki
- Fizjoterapeuta:  Damian Słabiński
- Statystyk:  Adam Tołoczko

| Nr | Imię i nazwisko      | Data ur.   | Wzrost | Pozycja      |
| -- | -------------------- | ---------- | ------ | ------------ |
| 3  | Mateusz Laskowski    | 09.09.1998 | 196    | przyjmujący  |
| 6  | Piotr Łukasik        | 11.07.1994 | 208    | przyjmujący  |
| 7  | Łukasz Makowski      | 21.02.1989 | 187    | rozgrywający |
| 8  | Kévin Klinkenberg    | 04.10.1990 | 198    | przyjmujący  |
| 9  | Jakub Ziobrowski     | 23.01.1997 | 202    | atakujący    |
| 10 | Bartłomiej Bołądź    | 28.09.1994 | 203    | atakujący    |
| 11 | Andreas Takvam       | 04.06.1993 | 201    | środkowy     |
| 12 | Łukasz Rudzewicz     | 25.01.1985 | 198    | środkowy     |
| 13 | Adrian Buchowski     | 30.09.1991 | 194    | przyjmujący  |
| 14 | Cezary Sapiński      | 28.09.1994 | 203    | środkowy     |
| 16 | Paweł Filipowicz     | 07.05.1992 | 189    | libero       |
| 18 | Paweł Halaba         | 14.12.1995 | 195    | przyjmujący  |
| 22 | Przemysław Smoliński | 27.11.1992 | 201    | środkowy     |
| 24 | Mateusz Czunkiewicz  | 16.12.1996 | 183    | libero       |
| 91 | Joshua Tuaniga       | 18.03.1997 | 191    | rozgrywający |

### Sezon 2020/2021[6]
- Trener: Andrzej Kowal
- Asystent trenera:  Mateusz Kuśmierz,  Kamil Skrzypkowski
- Trener przygotowania fizycznego:  Andrzej Sawicki
- Fizjoterapeuta:  Damian Słabiński
- Statystyk:  Adam Tołoczko

| Nr | Imię i nazwisko     | Data ur.   | Wzrost | Pozycja      |
| -- | ------------------- | ---------- | ------ | ------------ |
| 1  | Marcin Waliński     | 24.10.1990 | 196    | przyjmujący  |
| 2  | Patryk Szwaradzki   | 27.06.1995 | 194    | atakujący    |
| 3  | Łukasz Kaczorowski  | 12.05.1988 | 196    | atakujący    |
| 7  | Tomas Rousseaux     | 31.03.1994 | 198    | przyjmujący  |
| 8  | Kévin Klinkenberg   | 04.10.1990 | 198    | przyjmujący  |
| 9  | Sebastian Warda     | 18.01.1989 | 204    | środkowy     |
| 10 | Bartłomiej Bołądź   | 28.09.1994 | 203    | atakujący    |
| 11 | Andreas Takvam      | 04.06.1993 | 201    | środkowy     |
| 12 | Łukasz Rudzewicz    | 25.01.1985 | 198    | środkowy     |
| 14 | Cezary Sapiński     | 28.09.1994 | 203    | środkowy     |
| 16 | Paweł Filipowicz    | 07.05.1992 | 189    | libero       |
| 17 | Mateusz Sacharewicz | 23.10.1989 | 198    | środkowy     |
| 18 | Kacper Gonciarz     | 31.08.1992 | 191    | rozgrywający |
| 24 | Mateusz Czunkiewicz | 16.12.1996 | 183    | libero       |
| 25 | Jakub Rohnka        | 10.03.1992 | 194    | przyjmujący  |
| 91 | Joshua Tuaniga      | 18.03.1997 | 191    | rozgrywający |

### Sezon 2019/2020[7]
- Trener: Andrzej Kowal
- Asystent trenera: Mateusz Mielnik,  Mateusz Kuśmierz
- Trener przygotowania fizycznego:  Andrzej Sawicki
- Fizjoterapeuta:  Damian Słabiński
- Statystyk:  Grzegorz Czetowicz

| Nr | Imię i nazwisko    | Data ur.   | Wzrost | Pozycja      |
| -- | ------------------ | ---------- | ------ | ------------ |
| 2  | Patryk Szwaradzki  | 27.06.1995 | 194    | atakujący    |
| 4  | Wojciech Siek      | 10.05.1994 | 205    | środkowy     |
| 7  | Kamil Skrzypkowski | 30.09.1986 | 193    | przyjmujący  |
| 8  | Kévin Klinkenberg  | 04.10.1990 | 198    | przyjmujący  |
| 9  | Nicolas Szerszeń   | 31.12.1996 | 195    | przyjmujący  |
| 10 | Bartłomiej Bołądź  | 28.09.1994 | 203    | atakujący    |
| 11 | Andreas Takvam     | 04.06.1993 | 201    | środkowy     |
| 12 | Łukasz Rudzewicz   | 25.01.1985 | 198    | środkowy     |
| 13 | Jakub Rohnka       | 10.03.1992 | 194    | przyjmujący  |
| 14 | Cezary Sapiński    | 28.09.1994 | 203    | środkowy     |
| 16 | Paweł Filipowicz   | 07.05.1992 | 189    | libero       |
| 18 | Kacper Gonciarz    | 31.08.1992 | 191    | rozgrywający |
| 82 | Adrian Stańczak    | 17.02.1987 | 183    | libero       |
| 91 | Joshua Tuaniga     | 18.03.1997 | 191    | rozgrywający |

## Obcokrajowcy w zespole
| Lata Gry                                | Imię i nazwisko     | Pozycja            |
| --------------------------------------- | ------------------- | ------------------ |
| 2009-2011                               | Jonas Rakickas      | atakujący/środkowy |
| 2010-2011                               | Andrew Pink         | przyjmujący        |
| 2013-2014                               | Benjamin Bell       | rozgrywający       |
| 2013-2014                               | Dmitrij Skoryj      | przyjmujący        |
| 2015-2016 2017-2018                     | Witalij Szczytkow   | rozgrywający       |
| 2015-2016                               | Aleksans Klemens    | przyjmujący        |
| 2016-2017                               | David Michel        | przyjmujący        |
| 2018-2019                               | Jewhen Kapajew      | przyjmujący        |
| 2019-2020                               | Nicolas Szerszen    | przyjmujący        |
| 2019-2022                               | Joshua Tuaniga      | rozgrywający       |
| 2019-2023                               | Andreas Takvam      | środkowy           |
| 2019-2022                               | Kévin Klinkenberg   | przyjmujący        |
| 2020-2021                               | Tomas Rousseaux     | przyjmujący        |
| 2022-2023                               | Miran Kujundžić     | przyjmujący        |
| 2022-2025                               | Matías Sánchez      | rozgrywający       |
| 2023-2024                               | Žiga Štern          | przyjmujący        |
| 2023-2024                               | Maksim Buculjević   | rozgrywający       |
| 2023-                                   | Joaquín Gallego     | środkowy           |
| 2024-2025                               | Quentin Jouffroy    | środkowy           |
| 2024-2024 (od 02.11.2024 do 01.12.2024) | Ǵorǵi Ǵorǵiew       | rozgrywający       |
| 2024-                                   | Henrique Honorato   | przyjmujący        |
| 2025-                                   | Joachim Panou       | przyjmujący        |
| 2025-                                   | Asparuch Asparuchow | przyjmujący        |
| 2025-                                   | David Smith         | środkowy           |

## Trenerzy
| Nazwisko             | Okres            | Okres            |
| -------------------- | ---------------- | ---------------- |
| Antoni Kolasiński    | 2004             | 2007             |
| Adam Aleksandrowicz  | 2007             | 2012             |
| Tomasz Wasilkowski   | 20 czerwca 2012  | 12 czerwca 2013  |
| Piotr Poskrobko      | 12 czerwca 2013  | 22 maja 2015     |
| Dmitrij Skoryj       | 16 czerwca 2015  | 25 kwietnia 2018 |
| Mateusz Mielnik      | 25 kwietnia 2018 | 7 maja 2019      |
| Andrzej Kowal        | 7 maja 2019      | 17 stycznia 2022 |
| Dominik Kwapisiewicz | 17 stycznia 2022 |                  |

## Prezesi
| Nazwisko           | Okres            | Okres            |
| ------------------ | ---------------- | ---------------- |
| Michał Wiszniewski | 2004             | 22 września 2015 |
| Wojciech Winnik    | 22 września 2015 | Obecnie          |